# PRPS2
PRPS2 (англ. Phosphoribosyl pyrophosphate synthetase 2) – білок, який кодується однойменним геном, розташованим у людей на короткому плечі X-хромосоми. Довжина поліпептидного ланцюга білка становить 318 амінокислот, а молекулярна маса — 34 769.
| 10         |  | 20         |  | 30         |  | 40         |  | 50         |
| ---------- |  | ---------- |  | ---------- |  | ---------- |  | ---------- |
| MPNIVLFSGS |  | SHQDLSQRVA |  | DRLGLELGKV |  | VTKKFSNQET |  | SVEIGESVRG |
| EDVYIIQSGC |  | GEINDNLMEL |  | LIMINACKIA |  | SSSRVTAVIP |  | CFPYARQDKK |
| DKSRAPISAK |  | LVANMLSVAG |  | ADHIITMDLH |  | ASQIQGFFDI |  | PVDNLYAEPA |
| VLQWIRENIA |  | EWKNCIIVSP |  | DAGGAKRVTS |  | IADRLNVEFA |  | LIHKERKKAN |
| EVDRMVLVGD |  | VKDRVAILVD |  | DMADTCGTIC |  | HAADKLLSAG |  | ATKVYAILTH |
| GIFSGPAISR |  | INNAAFEAVV |  | VTNTIPQEDK |  | MKHCTKIQVI |  | DISMILAEAI |
| RRTHNGESVS |  | YLFSHVPL   |  |            |  |            |  |            |

A: Аланін

C: Цистеїн

D: Аспарагінова кислота

E: Глутамінова кислота

F: Фенілаланін

G: Гліцин

H: Гістидин

I: Ізолейцин

K: Лізин

L: Лейцин

M: Метіонін

N: Аспарагін

P: Пролін

Q: Глутамін

R: Аргінін

S: Серин

T: Треонін

V: Валін

W: Триптофан

Кодований геном білок за функціями належить до трансфераз, кіназ. 
Задіяний у такому біологічному процесі, як альтернативний сплайсинг. 
Білок має сайт для зв'язування з АТФ, нуклеотидами, іонами металів, іоном магнію. 